# Прометей (дърво)
Вижте пояснителната страница за други значения на Прометей.
Прометей, известен и под името WPN-114, е прякор, даден на най-стария неколониален организъм, откриван някога.
Големият мъхестошишарен бор (Pinus longaeva) е бил поне на 5000 години. Той е расъл на пределната височина над морското равнище, над която не могат да растат гори, близо до връх Уийлър (Wheeler Peak) в Източна Невада, САЩ.
Дървото е било отсечено през 1964 г. от дипломиран студент и служители на Американската горска служба (United States Forest Service) за научноизследователски цели, въпреки че те твърдят, че по онова време не са знаели за световната рекордна възраст на дървото. Обстоятелствата, довели за отрязването му, остават спорни. Съществуват различни версии за случилото се и за взимането на решението, но са приети едва няколко най-основни факта.
Прякорът на дървото идва от митичния герой Прометей, който е откраднал огъня от боговете и го е дал на хората.